# サム・スティムボート
サム・スティムボート（Sam Steamboat、本名：Samuel Mokuahi, Jr. 、1934年5月4日 - 2006年5月2日）は、アメリカ合衆国のプロレスラー。ハワイ州マウイ島出身。
先住ハワイアンのベビーフェイスとして、地元のハワイやフロリダを主戦場に活躍した。
リッキー・スティムボートはサムの「甥」という触れ込みのもと、彼にあやかったリングネームでデビューしたが、両者の間に血縁関係はない。

## 来歴
ルー・テーズに見出され、テーズの一番弟子として1956年にハワイにてデビュー。ハワイの現地語で「汽船」（燃える島）を意味する本名の "Mokuahi" を英名に変えたサム・スティムボート（Sam Steamboat）をリングネームに、翌1957年からはアメリカ合衆国本土のテキサスにも進出。以降、ハワイとアメリカ大陸を往復し、1961年1月25日にはディック・ハットンからNWAハワイ・ヘビー級王座を奪取した。
その後、デトロイトやカナダのトロントなどを経て、1964年よりフロリダに参戦。フェイスターンしていたエディ・グラハムのパートナーとなり、同年6月23日にNWAフロリダ・タッグ王座を獲得する。11月には単身でWWWFにも出場しており、ニューヨークのマディソン・スクエア・ガーデンにおける同月16日の定期戦ではボリス・マレンコから勝利を収めた。以降もグラハムとのコンビでジョージア、ノースカロライナ、テキサス、テネシーなど各地を転戦。テネシーでは1966年の初頭に、ヒロ・マツダ&カンジ・イノキの日本人コンビとNWA世界タッグ王座を争った。
1966年5月、日本プロレスにグラハムと共に初来日。6月18日に川崎球場にて、凱旋帰国したヒロ・マツダと吉村道明が保持していたアジアタッグ王座に挑戦した。翌1967年7月には、マツダがエースを務めていた国際プロレスの旗揚げ第2シリーズに単身で再来日。このときは手薄だった日本陣営に加わり、マツダや豊登を援護している。8月14日に大阪で行われた日本プロレスとの興行戦争では、大阪府立体育館のメインイベントでマツダと組み、ビル・ドロモ&ロジャー・カービーから勝利を収めた。
グラハムとのコンビ解消後、1968年からはノースカロライナのNWAミッドアトランティック地区にてミスター・レスリングとのタッグチームなどで活動。1970年代に入ると再びハワイを主戦場に、1971年2月24日にカーティス・イヤウケア、9月29日にジン・キニスキー、1972年9月27日にフレッド・ブラッシーを破り、ハワイ版のNWA北米ヘビー級王座を再三獲得した。
同王座は1972年11月25日にダスティ・ローデスに奪われるが、以降もハワイでの活動を続け、キャリア晩年の1977年9月28日、ジョン・トロスを破って4度目の戴冠を果たし、12月にキラー・トーア・カマタに敗れるまで王者として活躍した。
2001年5月2日、アルツハイマー病に起因する合併症のため死去。71歳没。

## 得意技
- フライング・ボディシザース・ドロップ[1]
- ドロップキック[4]
- ローリング・レッグロック[4]
- キャノンボール[4]

## 獲得タイトル
ノース・アメリカン・レスリング・アライアンス
- NAWAインターナショナルTVタッグ王座：1回（w / ディック・ハットン）[15]

NWAミッドパシフィック・プロモーションズ
- NWA北米ヘビー級王座（ハワイ版）：4回[14]
- NWAハワイ・ヘビー級王座：2回[6]
- NWAハワイ・タッグ王座：5回（w / Bill Varga、ベアキャット・ライト、ピーター・メイビア×2、ビリー・ホワイト・ウルフ）[16]

チャンピオンシップ・レスリング・フロム・フロリダ
- NWA世界タッグ王座（フロリダ版）：5回（w / エディ・グラハム×3、ロニー・エチソン、ホセ・ロザリオ）[7]
- NWAフロリダ・タッグ王座：1回（w / サイクロン・ネグロ）[17]

NWAミッドアメリカ
- NWA世界タッグ王座（ミッドアメリカ版）：1回（w / エディ・グラハム）[9]

ジョージア・チャンピオンシップ・レスリング
- NWA南部タッグ王座（ジョージア版）：1回（w / エディ・グラハム）[4]

ミッドアトランティック・チャンピオンシップ・レスリング
- NWA南部タッグ王座（ミッドアトランティック版）：1回（w / エディ・グラハム）[18]